# عقد 1640
عقد 1640 هو عقد امتد بين 1 يناير 1640 و31 ديسمبر 1649 بحسب التقويم الميلادي. سبقه عقد 1630 ولحقه عقد 1650.

## أحداث
- برلمان أوكسفورد (1644)

## مواليد
- جوناثان كوروين (1640)
- باربرا بالمر (1640)
- فرانسواز-أثينايس، ماركيزة مونتسبان (1641)

## وفيات
- مراد رايس (1641)
- شارل الأول، دوق غيس (1640)
- صدر الدين الشيرازي (1641)
- ميغيل دي فاسكونسيلوس (1640)
- محمد بن أحمد العياشي (1641)
- غيورغ فيلهلم (1640)
- آمين (1640)
- آن من إنجلترا (1640)
- جان فرنسوا راجيس (1640)
- البهوتي (1641)
- ويليام هوارد (1640)

## كتب
- Yves Denis Papin (1998). Chronologie de l'histoire ancienne. Lieu de publication non identifié: Éditions Jean-paul Gisserot. ISBN:2-87747-346-5. OCLC:40746926. مؤرشف من الأصل في 2022-03-16.
- موسوعة حضارة العالم (2002) لأحمد محمد عوف.

## روابط خارجية
- تصفح سنة بسنة عقد 1640 على موقع onthisday.com
- تصفح سنة بسنة عقد 1640 ابتداءً من سنة عقد 1640 على موقع المكتبة الوطنية الفرنسية